# Ravansar
Ravānsar (farsi روانسر) è il capoluogo dello shahrestān di Ravansar, circoscrizione Centrale, nella provincia di Kermanshah. Aveva, nel 2006, una popolazione di 16.383 abitanti. 